# Veljačka revolucija u Rusiji
Veljačka ili Februarska revolucija bila je revolucija u Ruskom Carstvu koja je izbila 8. ožujka 1917. godine. U samo devet dana revolucionari pobjeđuju monarhističke snage nakon čega se ukida Carstvo i proglašava Ruska Republika.

## Narodno nezadovoljstvo
Suprotno popularnom mišljenju da Februarska i Oktobarska revolucija nastaju kao posljedica Prvog svjetskog rata službeni dokumenti Ruskog Carstva nam pričaju drugačiju priču. Nakon gušenja revolucije 1905. godine pod pritiskom državne represije dolazi do samo kratkotrajnog smirivanja situacije koja se ubrzo počinje pogoršavati za vladajuću elitu. Tijekom 1910. godine Rusiju potresaju samo 222 štrajka i od kojih je 8 bilo političkih. Već 1913. godine broj štrajkova se naglo povećao. Te godine izbija 2404 štrajka od kojih policija kao političke ocjenjuje njih 1034, a samo u prvom dijelu 1914. godine (do kolovoza) izbija 3534 štrajka od kojih je 2565 političkih. Rusija se u trenutku izbijanja rata nalazi u predrevolucionarnom razdoblju, ali čak niti car toga nije svjestan jer mu policija u izvještaju iz 1913. godine javlja da se broj nemira smanjuje i kako nema opasnosti od revolucije pošto se svi problemi mogu rješiti bez pomoći vojske. 

## Car i Duma
Car Nikola II. je od ljeta 1915. preuzeo vrhovnu vlast nad ruskim snagama u ratu, a državne poslove je prepustio svojoj supruzi, carici Aleksandri i Raspućinu, sumnjivom i nesposobnom dvorskom svećeniku koji je uživao njihovo veliko povjerenje i koji je, među ostalim, doveo korupciju i na sam dvor. Zbog Nikolajevog apsolutističkog vladanja zemljom, Duma i vlada nisu imale nikakvog političkog utjecaja.
Duma je bila formirana od Naprednog bloka kojeg su činili liberali i parlamentarna većina, a okupljao je 2/3 Dume. Oni traže amnestiju za političke zatvorenike i sastavljanje vlade od njezinih članova (jer žele participirati u vlasti) što car odbija i raspušta Dumu 1916. godine. Nakon što je parlament ponovno sazvan, car nije napravio reforme koje je tražio Napredni blok pa se kriza produbljuje. Duma ga optužuje za veleizdaju. Dolazi do pada vlade zbog ostavke ministra vanjskih poslova Sazonova, pa Nikolaj II, za premijera postavlja Stürmera, a za ministra unutarnjih poslova Protopopova, koji su obojica Rasputinovi ljudi.
Zbog samovolje u izboru članova vlade i vođenju rata krajem prosinca 1916. nezadovoljstvo biva sve veće.
Car i carica gube potporu radništva i seljaka (zbog vojne mobilizacije bez kriterija i zbog zaustavljanja proizvodnje), aristokracije (koja traži smjenu Rasputina) i generala (nisu odani zbog neslaganja oko rata).
Vladajući su očekivali nemire građana no ne u većoj mjeri pa je pokret masa iznenadio vlast koja nije smatrala da treba pripremiti vojsku.

## Revolucija
Dana 8. ožujka 1917. u Petrogradu izbijaju spontani nemiri zbog krize u opskrbi kruhom koja je nastala zbog korupcije na željeznici. Nakon što su se dva dana okupljale po tvornicama i ulicama, mase kreću prema centru uzvikujući "Dolje apsolutizam!". Napredni blok u Dumi pokušava iskoristiti događaje izazivajući ostavku Vlade koja pada nakon jedva 48 sati. Revolucionari zauzimaju Finski kolodvor i oslobađaju političke zatvorenike (menjševike) iz Petropavlovske tvrđave.
Nakon što je nestala službena vlast, formirala se nova podijeljena vlast između Izvršnog komiteta Dume kojeg čini liberalna buržoazija (ima više utjecaja u vladanju pa premijer postaje knez Grigorij Lavov, a ministar vanjskih poslova Miljukov) te Sovjeta radnika i vojnika - socijalisti.
Oni se razilaze u stajalištima. Sovjet traži trenutnu abdikaciju cara, a odbor Dume traži nametanje caru nove vlade po vlastitom izboru no ne i abdikaciju.
Zajedničko rješenje pronađeno je podijelom ministarstva između dviju strana, a odbor Dume pristao je tražiti abdikaciju cara u korist nekog drugog člana carske obitelji.
Dana 16. ožujka Nikola II. odriče se prijestolja u korist svoga brata, kneza Mihaila. No on sljedeći dan u Dumi ne dobiva podršku cijele vlasti, već samo buržujskih liberala. Mihajlo shvaća da carstvo nema budućnost te sam potpisuje abdikaciju.
Rusija 17. ožujka postaje republika.